# Basilepta buonloica
Basilepta buonloica es un coleóptero de la familia Chrysomelidae.
Fue descrita científicamente por primera vez en 1994 por Eroshkina.